# Vera Gobbi Belcredi
Vera Gobbi Belcredi (Roma, 21 settembre 1903 – Roma, 30 aprile 1999) è stata una pianista italiana.

## Biografia

### I primi anni
Figlia di Giacomo Gobbi Belcredi, giornalista e primo "inviato speciale" italiano. Vera Intraprese giovanissima i suoi studi pianistici sotto la guida di Ines Galamini. 
Nel mese di marzo del 1920 (all'età di sedici anni) conseguì il diploma da privatista presso la Regia Accademia di “Santa Cecilia” a Roma con il massimo dei voti e la lode eseguendo un impegnativo programma comprendente la Sonata op. 111 di Beethoven. 
Successivamente continuò gli studi pianistici con la sua insegnante Ines Galamini e si perfezionò inoltre in maniera saltuaria sotto la guida di Marco Enrico Bossi (dal 1921 al 1924, periodo in cui egli era direttore del Liceo Musicale di Roma).
Dal 1920 avviò la sua carriera concertistica rivolta principalmente a salotti privati letterari romani.
Queste prime attività in veste di pianista arricchirono notevolmente il suo bagaglio di esperienza concertistica grazie al costante confronto con un pubblico di professionisti, appassionati e amanti della musica, presenti all'interno dei salotti privati, veri e propri centri culturali a Roma negli anni venti.
Inoltre in questi primi anni svolse carriera concertistica in veste di solista o in formazioni cameristiche presso enti ed istituzioni:
- Il 26 marzo 1920 alla Reale Accademica Filarmonica Romana insieme alla violoncellista Anna Negri (eseguendo con la violoncellista la Sonata op. 69 di Beethoven e la Sonata VI di Boccherini; come solista lo Studio in Mi Bemolle di Paganini-Liszt, lo Studio op. 10 n. 5 di Chopin, il Moto Perpetuo di Weber e Triana di Albeniz);
- Il 10 gennaio 1922 a Roma presso la sala Bach in veste di pianista solista;
- Il 19 maggio 1922 a Firenze presso il Lyceum;
- Il 31 maggio 1922 a Taranto nella sala Principessa Isabella;
- Il 9 dicembre 1922 nella sala Bach a Roma (eseguendo Preludio, Aria e Finale di Franck);
- Il 15 gennaio 1925 e il 13 gennaio 1927 presso la sala Sgambati dell'Accademia Filarmonica Romana;
- Il 4 febbraio 1929 all'Augusteo di Roma nei Concerti Popolarissimi (eseguendo il Trio op. 1 n. 2 di Beethoven e il Trio op. 49 per pianoforte, violino e violoncello di Mendelssohn).

### Il perfezionamento con Casella: l'impronta modernista
Nell'Aprile del 1931 Alfredo Casella assunse l'incarico del primo corso di perfezionamento di pianoforte presso l'Accademia Santa Cecilia di Roma.
A tale corso partecipò Vera Gobbi Belcredi che fu pertanto uno dei primissimi allievi dei corsi pianistici romani.
Concluso il corso triennale di perfezionamento pianistico nel 1935 sotto la guida costante di Casella, Vera Gobbi Belcredi ottenne il premio del Ministero dell'Educazione Musicale (trattasi di prestigioso riconoscimento destinato ai migliori allievi e affiancato da un'ingente borsa di studio in denaro).
Dal punto di vista formativo questi anni segnarono una svolta per Vera Gobbi Belcredi che, spinta da Casella, nutrì un particolare interesse per la musica moderna.
Prima di conoscere Casella, Vera Gobbi Belcredi aveva un vasto repertorio tipico di pianista di fine Ottocento: aveva studiato ed eseguiva regolarmente in concerto principalmente composizioni di clavicembalisti italiani (Galuppi, Scarlatti, Pasquini, Frescobaldi), composizioni di Bach, Sonate di Beethoven, importanti opere tratte dal repertorio Romantico (Preludi, Studi, Scherzi, Ballate di Chopin; composizioni di Schumann, Brahms, Franck) e qualche composizione dei primi anni del Novecento (Albeniz, Debussy, Rachmaninov).
Inoltre eseguiva molto frequentemente composizioni per pianoforte di Marco Enrico Bossi, il quale durante il periodo in cui le impartiva occasionalmente lezioni amava affidarle alcune sue opere pianistiche che la pianista eseguiva soprattutto nei suoi primi concerti rivolti a salotti privati romani.
Nella fase iniziale del corso con Casella Vera Gobbi Belcredi perfezionò alcuni suoi brani di repertorio studiati in precedenza (ad esempio lavorò a fondo sul Preludio, Aria e Finale di Franck, sulla Sonata op. 111 di Beethoven, sulla Toccata di Bach-Busoni in Do Maggiore).
Successivamente studiò ex novo importanti composizioni della letteratura pianistica (in particolare la Sonata di Chopin op. 58 in Si minore e le 33 variazioni su un valzer di Diabelli di Beethoven op. 120) ma principalmente si specializzò sul repertorio del Novecento (studiò composizioni di Castelnuovo-Tedesco, Albeniz e Villa Lobos, Le Tombeau de Couperin e Ondine di Ravel).
Casella stimava molto Vera Gobbi Belcredi sia per le sue capacità tecniche e musicali sia per il suo impegno nei confronti dello studio, tanto che le affidò lo studio della sua Sonatina op. 28 e iniziarono a lavorare su quella che allora era definita come “musica moderna” che segnò in modo indelebile la sua futura carriera concertistica.

### La musica moderna e la radio: le prime esecuzioni assolute in Italia

Ritratto in età adulta

Vera Gobbi Belcredi, sotto la spinta di Casella, si dedicò alla musica moderna: in particolare studiò i Tre Movimenti da Petruska (trascritti nel 1921 da Stravinsky per Arthur Rubinstein), il Concerto di Maurice Ravel in sol maggiore per pianoforte e orchestra, la Rapsodia in Blu di Gershwin.
Durante quegli anni tale musica era considerata “moderna”: per il timore di una reazione negativa del pubblico nei confronti di questa musica “nuova” veniva eseguita raramente, se non mai, nelle sale da concerto italiane.
Uno dei mezzi principali di diffusione di tale musica fu la radio: a Roma, in Via Maria Adelaide, vi era un ente radiofonico (Radio Roma) per il quale lavorò anche Vera Gobbi Belcredi.
Il 24 novembre del 1931 la pianista eseguì alla radio (in diretta) per la prima volta in Italia la Rapsodia in Blu di Gershwin sotto la direzione di Annibale Bizzelli che fu replicata il 1º gennaio del 1932 alla radio e successivamente il 18 aprile del 1932 alla Filarmonica Romana.
Il 2 marzo del 1933 eseguì alla radio (in diretta) il concerto di Maurice Ravel in sol maggiore per pianoforte e orchestra sotto la direzione di Alfredo Casella.
In radio ebbe occasione inoltre di eseguire per la prima volta in assoluto in Italia i Tre Movimenti da Petruska e la Burleske di Strauss per pianoforte e orchestra. 
Se Alfredo Casella fu precursore e diffusore di un nuovo tipo di repertorio musicale in Italia (nel 1917 infatti fondò una "Società Nazionale di Musica" allo scopo di promuovere la conoscenza della musica contemporanea), uno dei suoi strumenti di diffusione fu appunto Vera Gobbi Belcredi la quale coraggiosamente eseguì per la prima volta in Italia composizioni che allora erano considerate “moderne” (la Rapsodia in Blu di Gershwin, i Tre Movimenti da Petruska) ma che oggi sono collocate nel repertorio internazionale come assoluti capolavori.

### Successiva attività artistica (1933 – 1952) e inizio della carriera didattica
Non appena terminato il corso di perfezionamento con Alfredo Casella presso l'Accademia Santa Cecilia di Roma, Vera Gobbi Belcredi vinse la cattedra a concorso presso il Conservatorio di Napoli dove iniziò la sua carriera didattica.
L'attività concertistica più importante di Vera Gobbi Belcredi in quegli anni è così sintetizzata:
- Attività concertistica in veste di solista presso istituti di cultura italiana all'estero in Germania, Svizzera, Austria, Cecoslovacchia e Grecia;
- Il 3 aprile 1933 presso la Sala di Santa Cecilia a Roma in un concerto di musica da camera;
- Il 10 aprile 1933 presso l'Accademia Filarmonica Romana, eseguendo il Concerto in La minore per 4 pianoforti e orchestra d'archi (dal Concerto in Si minore per 4 violini e orchestra d'archi di Antonio Vivaldi) con Dante Alderighi, Rodolfo Caporali sotto la direzione di Alfredo Casella;
- Il 13 marzo 1936 presso la Sala di Santa Cecilia a Roma in veste da solista (eseguendo la Toccata in Do maggiore op. 7 di Schumann; la Fantasia in Do maggiore op. 17 di Schumann; il Capriccio op. 76 .n. 1 di Brahms; Ondine di Ravel) e da camerista (insieme alla violinista Wanda Luzzato);
- Il 1º gennaio 1941 presso il Teatro Adriano eseguì il Secondo concerto in Fa minore di Chopin per pianoforte e orchestra sotto la direzione di Franco Ferrara;
- Il 18 dicembre 1947 presso l'Accademia Filarmonica Romana eseguì in veste da solista le Variazioni Goldberg di Bach;
- Il 13 marzo 1951 presso la Sala del Conservatorio di Napoli eseguì il Secondo concerto in Sol minore op. 22 di Saint-Saëns per pianoforte e orchestra sotto la direzione di Gianandrea Gavazzeni;
- Il 13 dicembre 1952 presso l'Auditorium del Foro Italico a Roma eseguì insieme ad Armando Renzi il Concerto per due pianoforti e orchestra di Martinu sotto la guida di Herbert von Karajan per la prima volta in Italia.

### Gli ultimi anni
Dal 1950 Vera Gobbi Belcredi insegnò al Conservatorio Santa Cecilia di Roma (ottenendo un trasferimento dal Conservatorio di Napoli) dapprima nella sede distaccata del Collegio di Musica e successivamente nella sede principale in Via dei Greci fino al 1973.
Dal 1953 si dedicò completamente all'insegnamento abbandonando la sua attività concertistica, insegnando molto anche privatamente.
Morì il 30 aprile 1999 a Roma.
Tra i numerosi allievi, di cui molti al giorno d'oggi didatti e pianisti, Giannella De Marco, Paolo Bordoni, Giuseppe Scotese, Cecilia De Dominicis, Paolo Arcà, Pietro Pallenberg, Annibale Rebaudengo, Alessandra Celletti, Arturo Stalteri.